# Филиппов, Андрей Владимирович (прокурор)
Андрей Владимирович Филиппов (1904—1938) — первый прокурор Москвы, прокурор Московской области. Расстрелян в 33 года. Реабилитирован посмертно..

## Биография
Родился 26 октября 1904 года[по какому календарю?] в Москве в семье почётного гражданина города архитектора Владимира Константиновича Филиппова, одна из работ которого — станция «Царицыно», заслуженно считается одной из самых красивых в городе.
С 14 лет работал инструктором «Лосино-островского народного университета», где был вовлечён в революционное движение. Став секретарём Волостного комитета РКСМ, он продолжил рост по комсомольской линии в Сокольническом райкоме комсомола, где начиная с октября 1920 года занимал различные должности.
В марте 1921 года добровольцем ушёл служить в Красную Армию; участвовал в штурме Кронштадтской крепости и её фортов, в том же году вступил в члены РКП(б).
В 1922 году Филиппова назначили на должность уполномоченного «Комиссии по изъятию церковных ценностей». Одновременно учился в «1-м МГУ Советского права», тогда же подрабатывал в ГУМе помощником юрисконсульта. В том же году Московским комитетом ВКП (б) был отозван из системы советской торговли и направлен для работы в Московскую губернскую прокуратуру, в которой с 1923 по 1931 годы занимал должности помощника, старшего помощника, заместителя губернского прокурора.
В 1931—1932 годах работал помощником прокурора РСФСР, исполнял обязанности прокурора.
Пиком карьеры Андрея Владимировича Филиппова было назначение его прокурором г. Москвы в сентябре 1932 года, а 20 августа 1936 года — также и прокурором Московской области (по совместительству).
По невыясненным причинам в июле 1937 года был переведён из столицы в отдалённую Челябинскую прокуратуру на должность заместителя прокурора области.
Был арестован и 29 августа 1938 года осуждён Военной коллегией Верховного Суда СССР к высшей мере наказания и расстрелян (посмертно реабилитирован). В июне 1938 года была расстреляна его помощница и заместитель — Ида Леонидовна Авербах (племянница первого председателя ВЦИК Я. М. Свердлова, сестра литературного критика Л. Л. Авербаха и жена народного комиссара внутренних дел СССР Г. Г. Ягоды.)

## Память
20 февраля 2013 года на территории памятника истории «Спецобъект Коммунарка» — месте массовых захоронений жертв политических репрессий 1930-х—1940-х годов — состоялась церемония открытия памятного знака первому прокурору г. Москвы Андрею Филиппову. По утверждению Московской прокуратуры, Андрей Филиппов был репрессирован.
В 2013 году газета «Московский комсомолец» опубликовала статью «Расстрельное дело московских прокуроров», в которой описывалось торжественное открытие памятника первому прокурору Москвы Андрею Филиппову на спецобъекте НКВД «Коммунарка» у Старокалужского шоссе (бывшая дача наркома внутренних дел ОГПУ Ягоды), отмечалось, что организовал это действо прокурор города Москвы Сергей Куденеев, который решил увековечить жертв так называемого лубянского «дела юристов». Вероятно, вина Филиппова была в том, что он, являясь соратником Ягоды, пытался создать видимость социалистической законности, отмечалось, что аналогично сложилась судьба преемника Филиппова — Константина Маслова. Второй прокурор Москвы также был расстрелян.
По утверждению журналиста и сценариста Андрея Мальгина в мини-сериале «Дело следователя Никитина» (2012), в качестве одного из персонажей действует первый прокурор города Москвы Андрей Филиппов, но дальнейшего развития сериал не получил.

## Семья
Был вторым мужем радиохимика Зинаиды Васильевны Ершовой.
В 1933 году у них родилась дочь Ксения (её дочь (внучка Филиппова) — Марина Сергеевна Сванидзе (д. Жукова), супруга  журналиста Николая Сванидзе